# Усукі-хан

Мон роду Інаба

Усукі-хан (яп. 臼杵藩, うすきはん) — хан в Японії, у провінції Бунґо, регіоні Кюсю.

## Короткі відомості
- Адміністративний центр: містечко Усукі повіту Амабе[1] (сучасне місто Усукі префектури Ойта).

- Дохід: 50 000 коку.

- Управлявся родом Інаба, що належав до тодзама і мав статус володаря замку (城主). Голови роду мали право бути присутніми у вербовій залі сьоґуна.

- Ліквідований в 1871.

## Правителі
| №  | Ім'я            | Ім'я     | Роки      | Ранг, титул          | Примітки                    |
| -- | --------------- | -------- | --------- | -------------------- | --------------------------- |
| 1  | Інаба Садаміті  | 稲葉貞通 | 1600-1603 | 従四位下 右京亮 侍従 | Син Інаби Йосіміті          |
| 2  | Інаба Норіміті  | 稲葉典通 | 1603-1626 | 従四位下 侍従        | Син Інаби Садаміті          |
| 3  | Інаба Кадзуміті | 稲葉一通 | 1627-1641 | 従五位下 民部少輔    | Старший син Інаби Норіміті  |
| 4  | Інаба Нобуміті  | 稲葉信通 | 1641-1673 | 従五位下 能登守      | Старший син Інаби Кадзуміті |
| 5  | Інаба Каґеміті  | 稲葉景通 | 1673-1694 | 従五位下 右京亮      | Старший син Інаби Нобуміті  |
| 6  | Інаба Томоміті  | 稲葉知通 | 1694-1706 | 従五位下 能登守      | Другий син Інаби Нобуміті   |
| 7  | Інаба Цунеміті  | 稲葉恒通 | 1706-1720 | 従五位下 伊勢守      | Другий син Інаби Томоміті   |
| 8  | Інаба Масаміті  | 稲葉菫通 | 1720-1737 | 従五位下 能登守      | Другий син Інаби Цунеміті   |
| 9  | Інаба Ясуміті   | 稲葉泰通 | 1737-1768 | 従五位下 能登守      | Старший син Інаби Масаміті  |
| 10 | Інаба Хіроміті  | 稲葉弘通 | 1768-1800 | 従五位下 能登守      | Другий син Інаби Ясуміті    |
| 11 | Інаба Теруміті  | 稲葉雍通 | 1800-1820 | 従五位下 伊予守      | Другий син Інаби Хіроміті   |
| 12 | Інаба Такаміті  | 稲葉尊通 | 1820-1821 | 従五位下 民部少輔    | Старший син Інаби Теруміті  |
| 13 | Інаба Тікаміті  | 稲葉幾通 | 1821-1843 | 従五位下 備中守      | Третій син Інаби Теруміті   |
| 14 | Інаба Акіміті   | 稲葉観通 | 1843-1862 | 従五位下 伊予守      | Старший син Інаби Мітіакіри |
| 15 | Інаба Хісаміті  | 稲葉久通 | 1862-1871 | 従五位下 右京亮      | П'ятий син Окано Томохіде   |